# Uitzicht op het park
Uitzicht op het park is een hoorspel van Julia Mark. A View of the Park werd op 7 juli 1964 door de BBC uitgezonden. Henk de Wolf vertaalde het en de AVRO zond het uit op donderdag 23 december 1965. De regisseur was Dick van Putten. De uitzending duurde 45 minuten.

## Rolbezetting
- Eva Janssen (juffrouw MacFarlane)
- Fé Sciarone (de hoofdverpleegster)
- Frans Somers (dr. Morton)
- Dogi Rugani (mevrouw Culbertson)
- Paula Majoor (een verpleegster)
- Tine Medema (mevrouw Donovan)

## Inhoud
Mevrouw Harriet Culbertson, patiënte in het Anderson Memorial Home, een tehuis voor ouden van dagen, is een bijzonder lastige oude tante. De hoofdzuster van het tehuis heeft het eens aardig gezegd: “Dit tehuis zou zonder haar niet hetzelfde zijn, maar ik zou het best ‘ns willen proberen.” Deze mevrouw Culbertson, deze draak, zal haar kamer tijdelijk moeten gaan delen met een andere patiënte, met de blinde mevrouw Peggy Donovan. Dr. Morton, de directeur van het tehuis, probeert mevrouw Culbertson te overtuigen van de noodzaak en de wenselijkheid ervan, maar tevergeefs. Niettemin kan het nu eenmaal niet anders. Peggy Donovan komt bij haar op de kamer. De nieuwe kamergenote vindt het heerlijk gezellig te kunnen kletsen, maar mevrouw Culbertson verzoekt haar zich alleen met zichzelf te bemoeien. De wonderen blijken echter de wereld nog niet uit, want na verloop van tijd lijkt het tweetal wel een paar tjilpende vogeltjes. Het is Harriet voor en Peggy na. Ze zijn de twee beste vriendinnen geworden. De draak is veranderd in een beminnelijke oude dame. Als Harriets “uitzicht op het park” een laatste blik geworden is, blijkt pas hoe zij in werkelijkheid was…